# Tscheppaschlucht
Tscheppaschlucht är en ravin i Österrike.   Den ligger i förbundslandet Kärnten, i den sydöstra delen av landet, 250 km sydväst om huvudstaden Wien. Tscheppaschlucht ligger 674 meter över havet.
Terrängen runt Tscheppaschlucht är bergig åt sydväst, men åt nordost är den kuperad. Närmaste större samhälle är Klagenfurt, 15,7 km norr om Tscheppaschlucht. 
I omgivningarna runt Tscheppaschlucht växer i huvudsak blandskog. Runt Tscheppaschlucht är det ganska glesbefolkat, med 39 invånare per kvadratkilometer.